# .gh
.gh – domena internetowa przypisana od roku 1995 do Ghany i administrowana przez Ghana Network Information Center.

## Domeny drugiego poziomu
- com.gh – dla firm
- edu.gh – dla szkół
- gov.gh – dla rządu
- mil.gh – dla wojska
- net.gh – dla dostawców usług internetowych
- org.gh – dla organizacji